# Montgermont
Montgermont é uma comuna francesa na região administrativa da Bretanha, no departamento Ille-et-Vilaine. Estende-se por uma área de 4,64 km². Em 2010 a comuna tinha 3 501 habitantes (densidade: 754,5 hab./km²).